# Terra Sancta Museum
Il Terra Sancta Museum è una rete di musei gestita dalla Custodia di Terra Santa e situata nella Città Vecchia di Gerusalemme. Ha origine dal primo "Museo dei Padri Francescani" aperto nel 1902 per esporre i risultati degli scavi archeologici condotti in Terra Santa dallo Studium Biblicum Franciscanum. Oggi include il Terra Sancta Museum - Archeologia situato presso la Chiesa della Flagellazione e il Terra Sancta Museum - Arte e Storia situato presso il Convento di San Salvatore.

## Terra Sancta Museum – Archeologia
Come successore del museo originale fondato a Gerusalemme nel 1902 dal Custode Frediano Giannini, questo museo espone la storia della Terra Santa e le origini del Cristianesimo attraverso l'esposizione dei reperti provenienti dagli scavi condotti dagli archeologi Francescani dello Studium Biblicum Franciscanum, nonché oggetti donati al museo.
Le collezioni del museo sono esposte in tre sezioni:
- La sala immersiva "Via Dolorosa" offre un'esperienza multimediale che ripercorre più di 2000 anni di storia di Gerusalemme in 15 minuti, ambientata nell'area archeologica tradizionalmente identificata come la Fortezza Antonia e il Pretorio di Pilato.[11]
- La "Saller Wing," intitolata a Padre Sylvester Saller, archeologo e primo direttore del museo presso il Santuario della Flagellazione, offre un percorso museografico incentrato sulla vita di Gesù Cristo, dai resti di Nazareth al Santo Sepolcro. Presenta inoltre una collezione di reperti archeologici che spaziano dall'Età del Bronzo al periodo dei Crociati.[12]
- La "Corbo Wing," dedicata allo studioso Francescano e archeologo Padre Virgilio Corbo, è dedicata alle istituzioni politiche e alla vita quotidiana durante il periodo del Nuovo Testamento, nonché al primo movimento monastico nella Terra Santa. Al primo piano presenta anche iscrizioni, lampade ad olio bizantine, bronzi, vetri, una collezione Egiziana e altri manufatti dell'arte Cristiana, Ebraica e Islamica.[13]

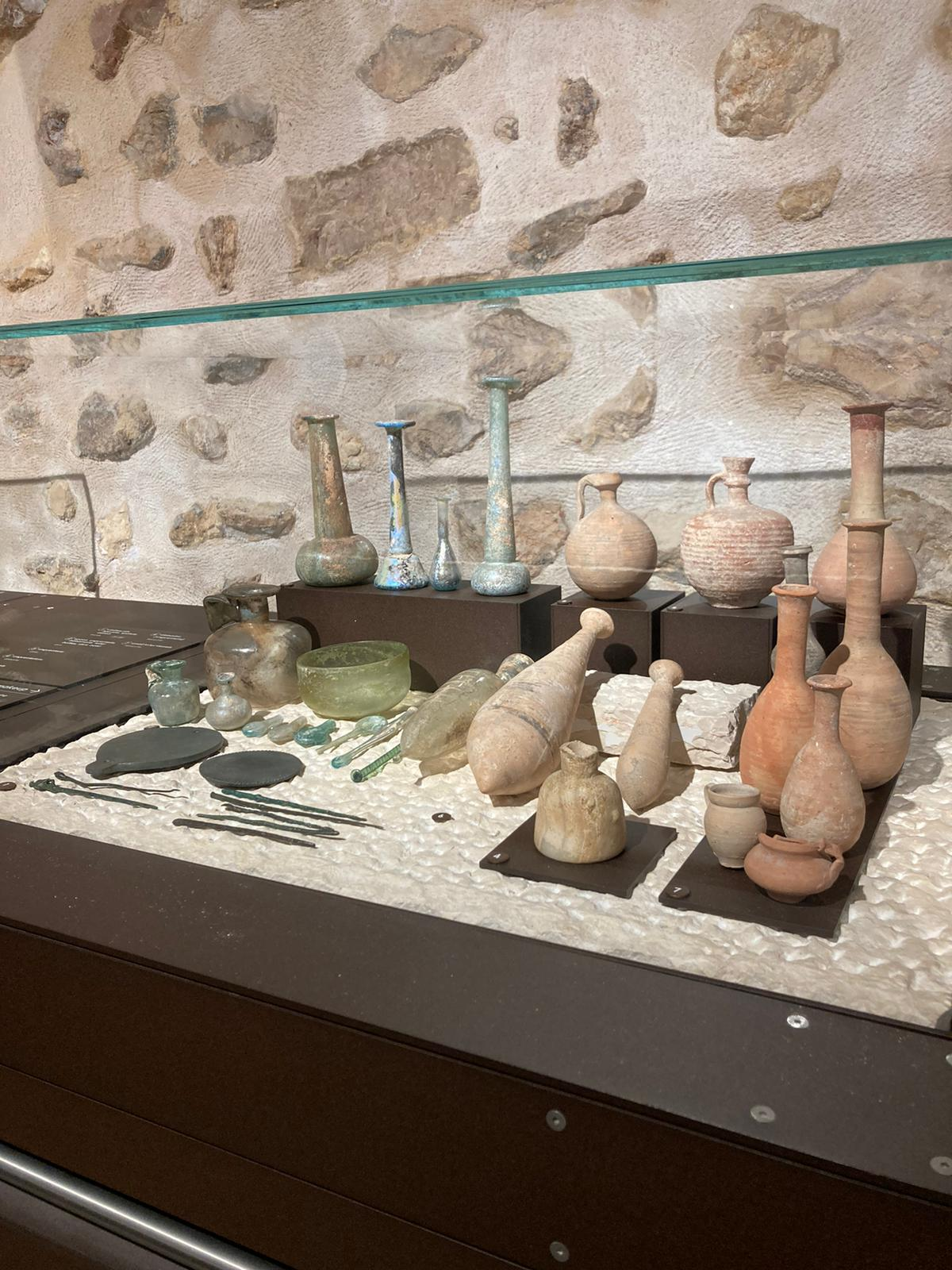
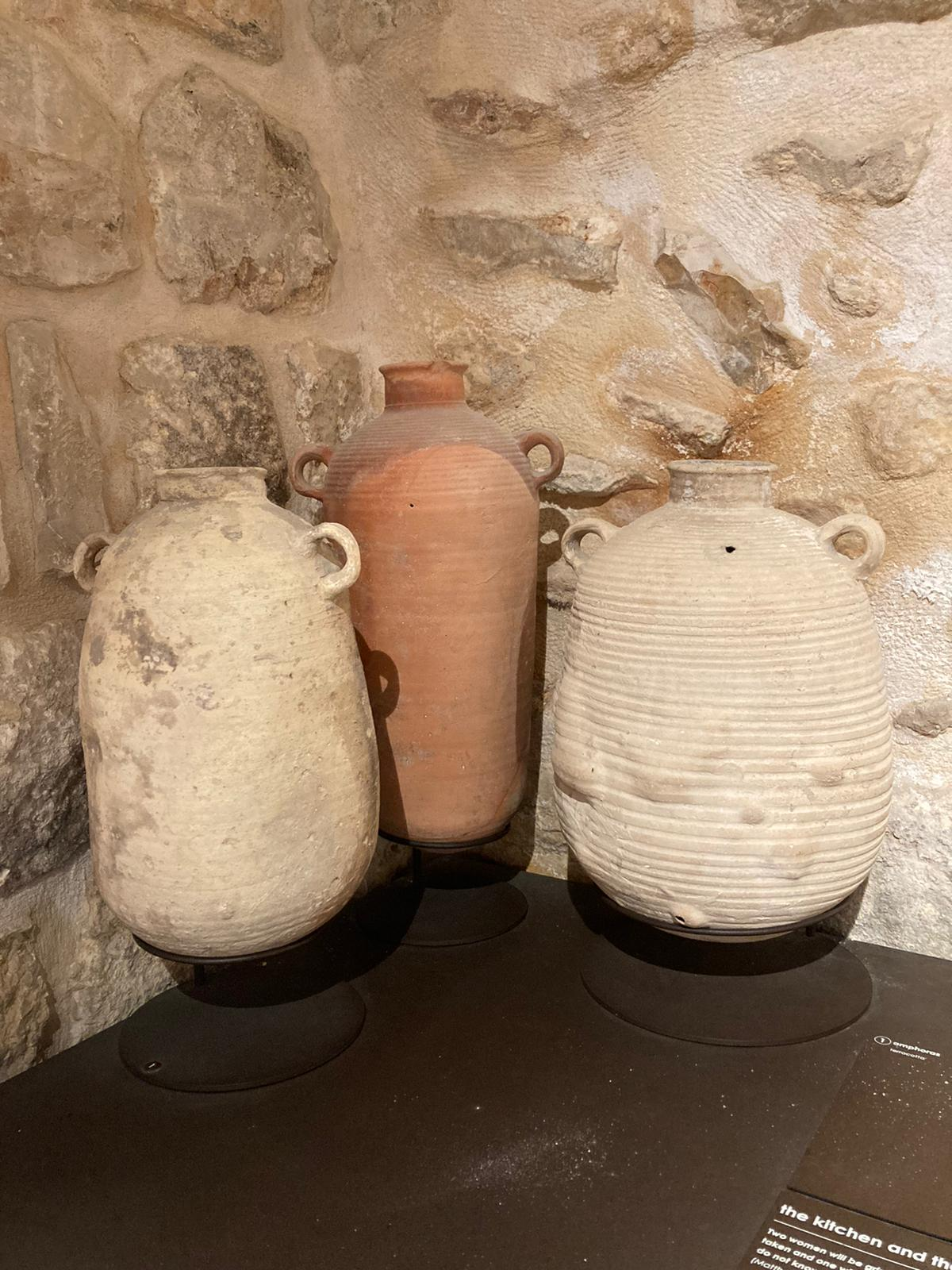
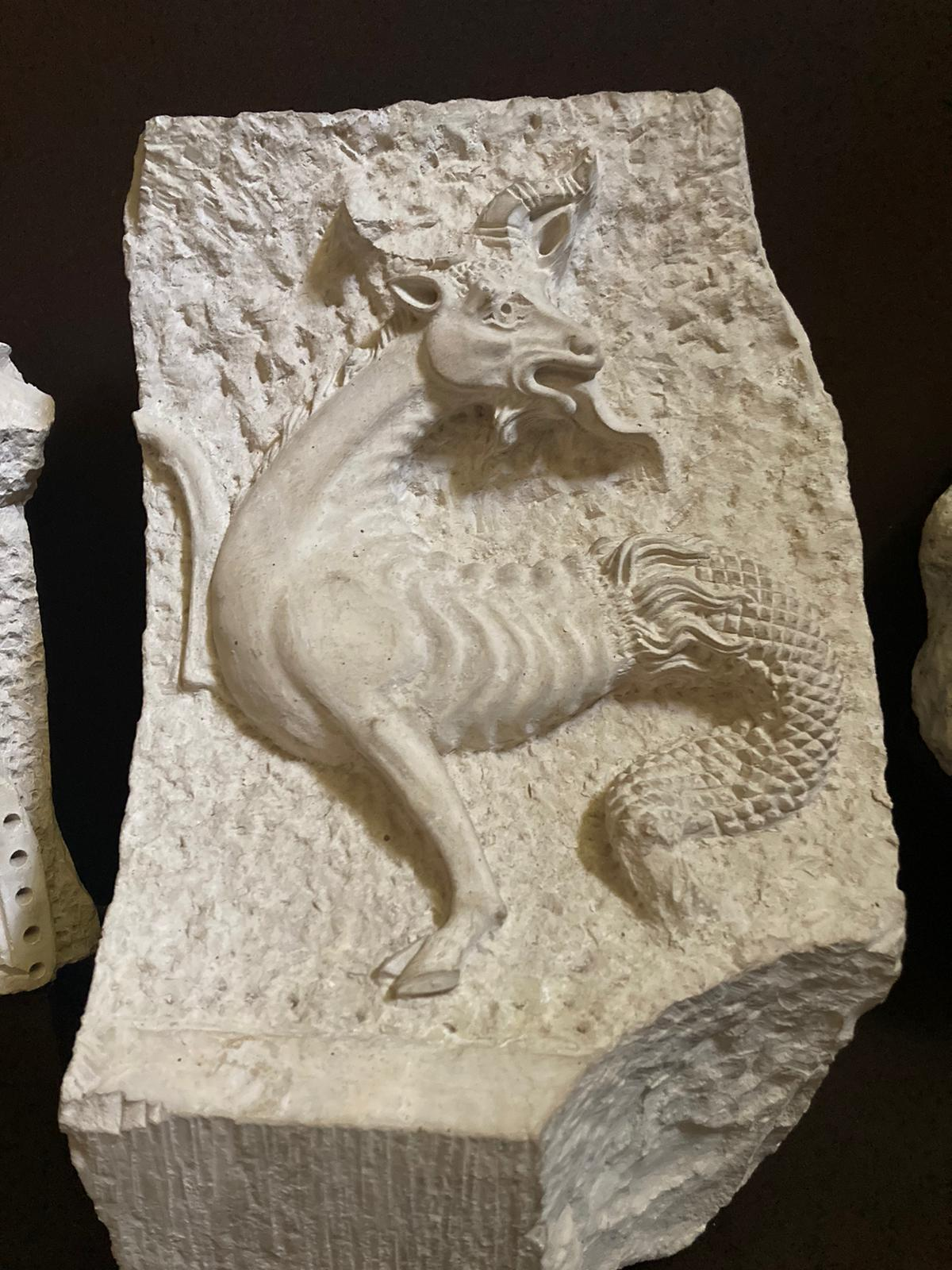
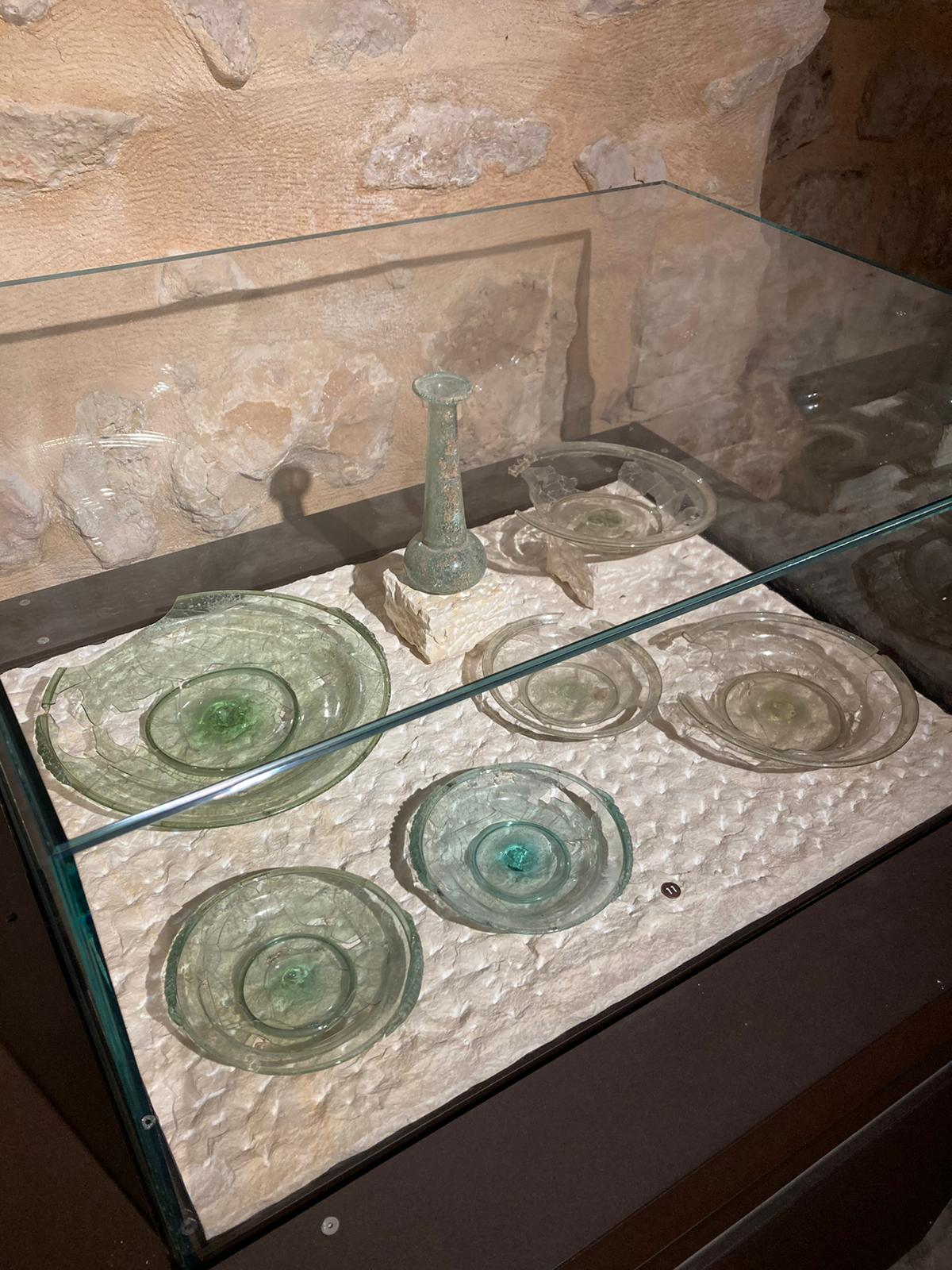
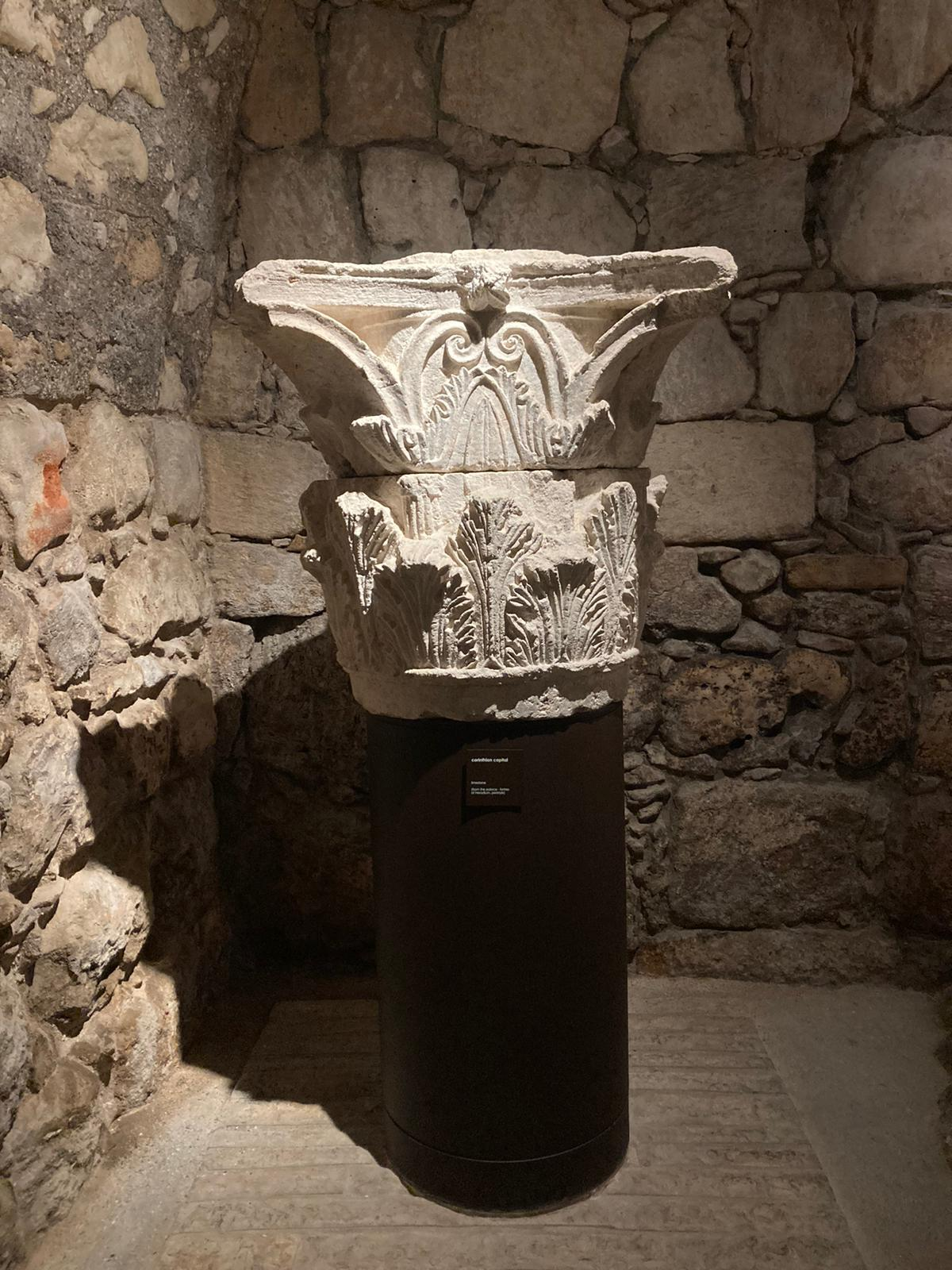
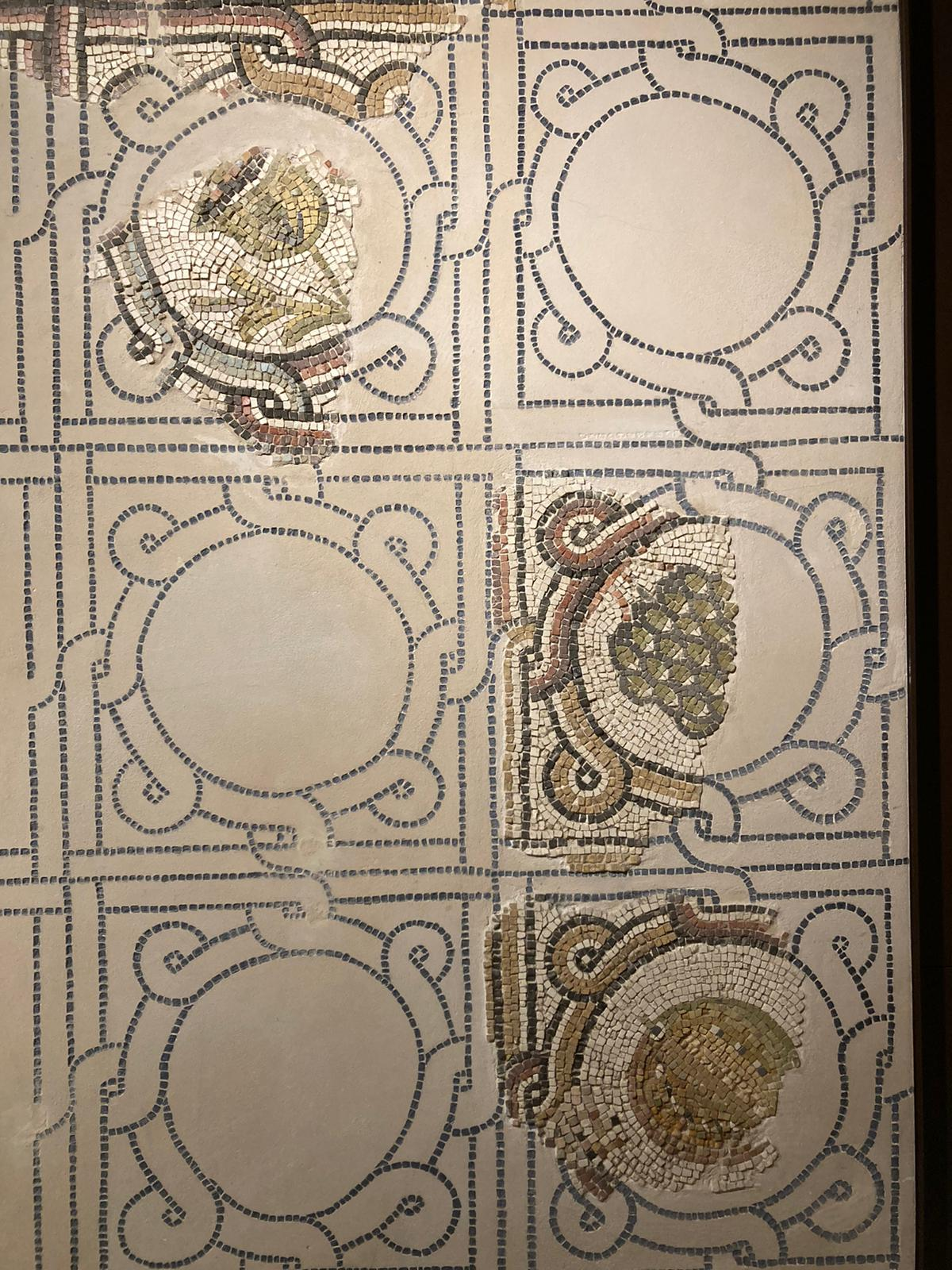

## Terra Sancta Museum - Arte e Storia
Il museo è attualmente in fase di costruzione presso il Convento di San Salvatore situato nella Città Vecchia di Gerusalemme. Il lancio del progetto è stato ufficialmente annunciato il 10 marzo 2013 da Pierbattista Pizzaballa, all'epoca Custode della Terra Santa. I lavori di costruzione del museo sono iniziati nel 2018, con un'apertura al pubblico prevista per il 2027.
Il Terra Sancta Museum - Arte e Storia esporrà il patrimonio artistico e culturale conservato dalla Custodia di Terra Santa dal Medioevo fino al periodo contemporaneo. Queste collezioni sono state mostrate al pubblico in tutto il mondo durante diverse mostre in attesa dell'apertura del museo, in particolare in Francia presso il Palazzo di Versailles nel 2013 e a Lisbona presso il Museo Calouste Gulbenkian nel 2023.
Le collezioni del museo saranno esposte in tre sezioni:
- La sezione sull'arte Cristiana orientale mostrerà icone, tessuti, gioielli e manufatti in madreperla. Questa parte del museo mostrerà la profondità dei legami forgiati tra la Custodia di Terra Santa e le popolazioni locali, nonché la ricchezza del patrimonio dell'artigianato palestinese.[17]
- La sezione sulla Storia e le Missioni della Custodia di Terra Santa esporrà una collezione di oggetti legati alla presenza Francescana nella Terra Santa dal XIII secolo. Saranno esposti preziosi oggetti liturgici del periodo Crociato[18], una ricca collezione di strumenti dalla farmacia antica del monastero[19], documenti e manoscritti dagli archivi della Custodia di Terra Santa e una serie di oggetti legati all'Ordine del Santo Sepolcro.[20]
- La sezione sul "Tesoro del Santo Sepolcro" esporrà donazioni fatte alla Custodia di Terra Santa da numerosi sovrani Cattolici nel corso dei secoli. Questo patrimonio unico comprende opere d'arte in argenteria, tessuti[21] e mobili destinati all'uso durante il culto o per decorare spazi religiosi, inviati da leader come Filippo II di Spagna, Luigi XIV di Francia, Giovanni V del Portogallo, Carlo III di Napoli e Maria Teresa d'Austria.[16]

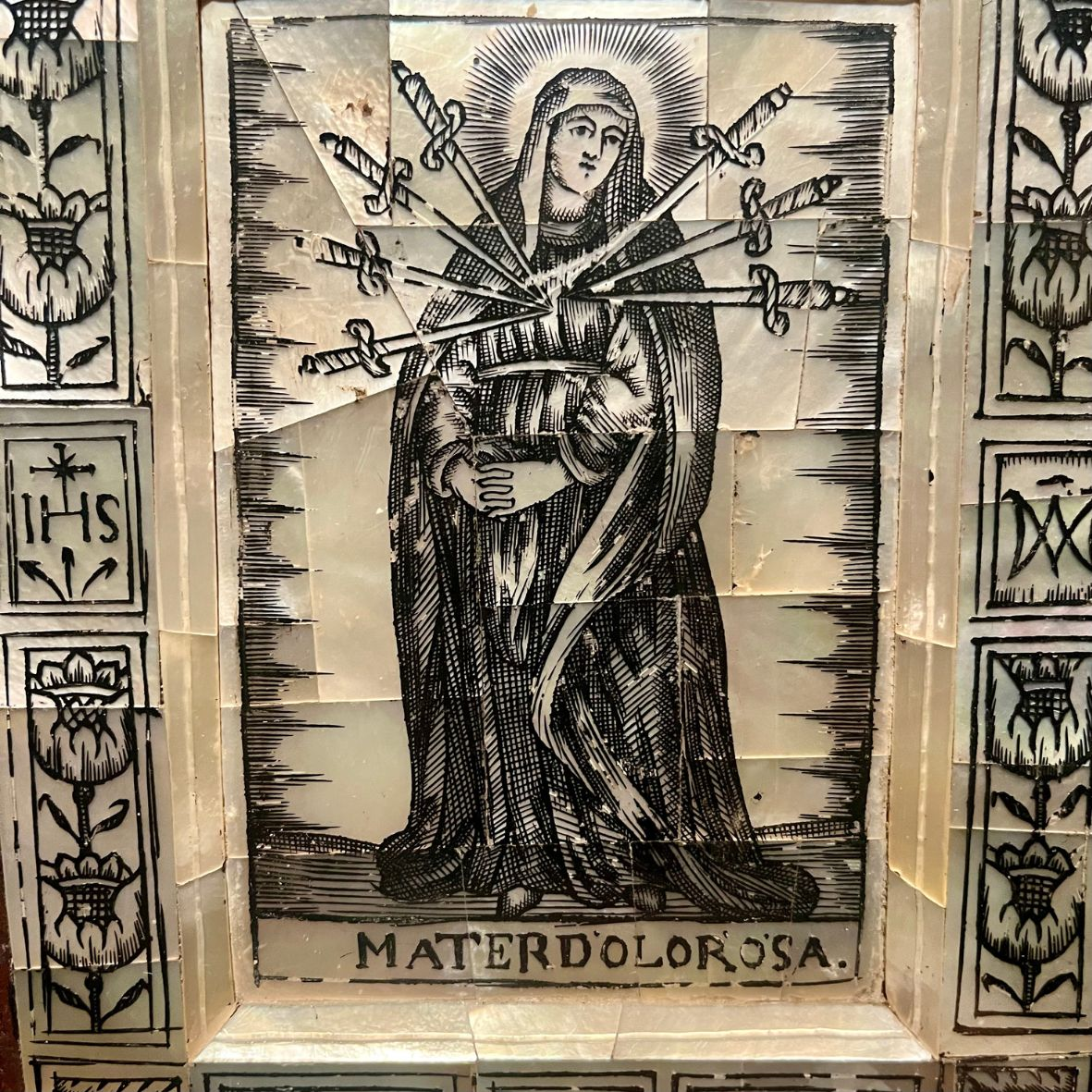
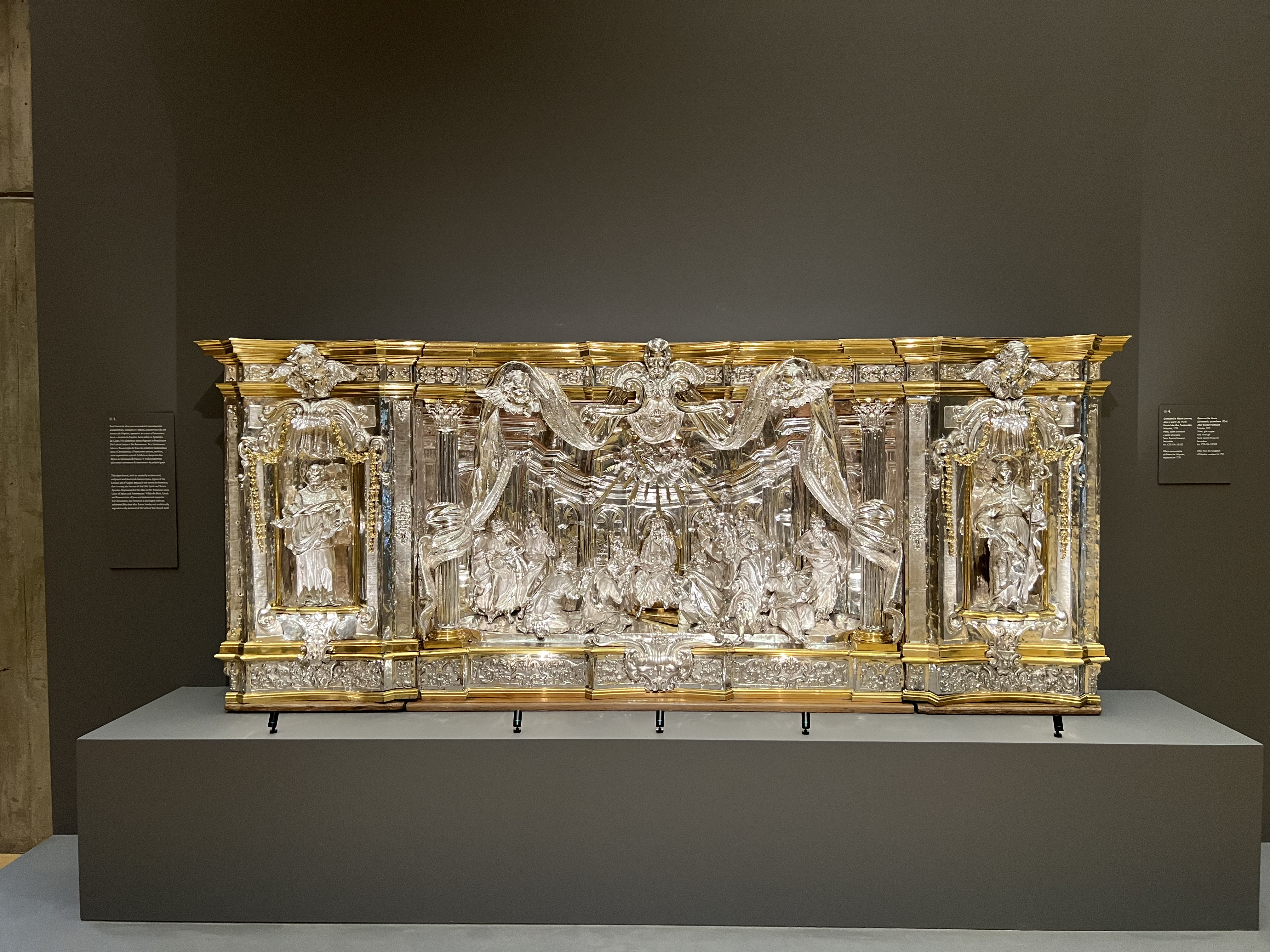
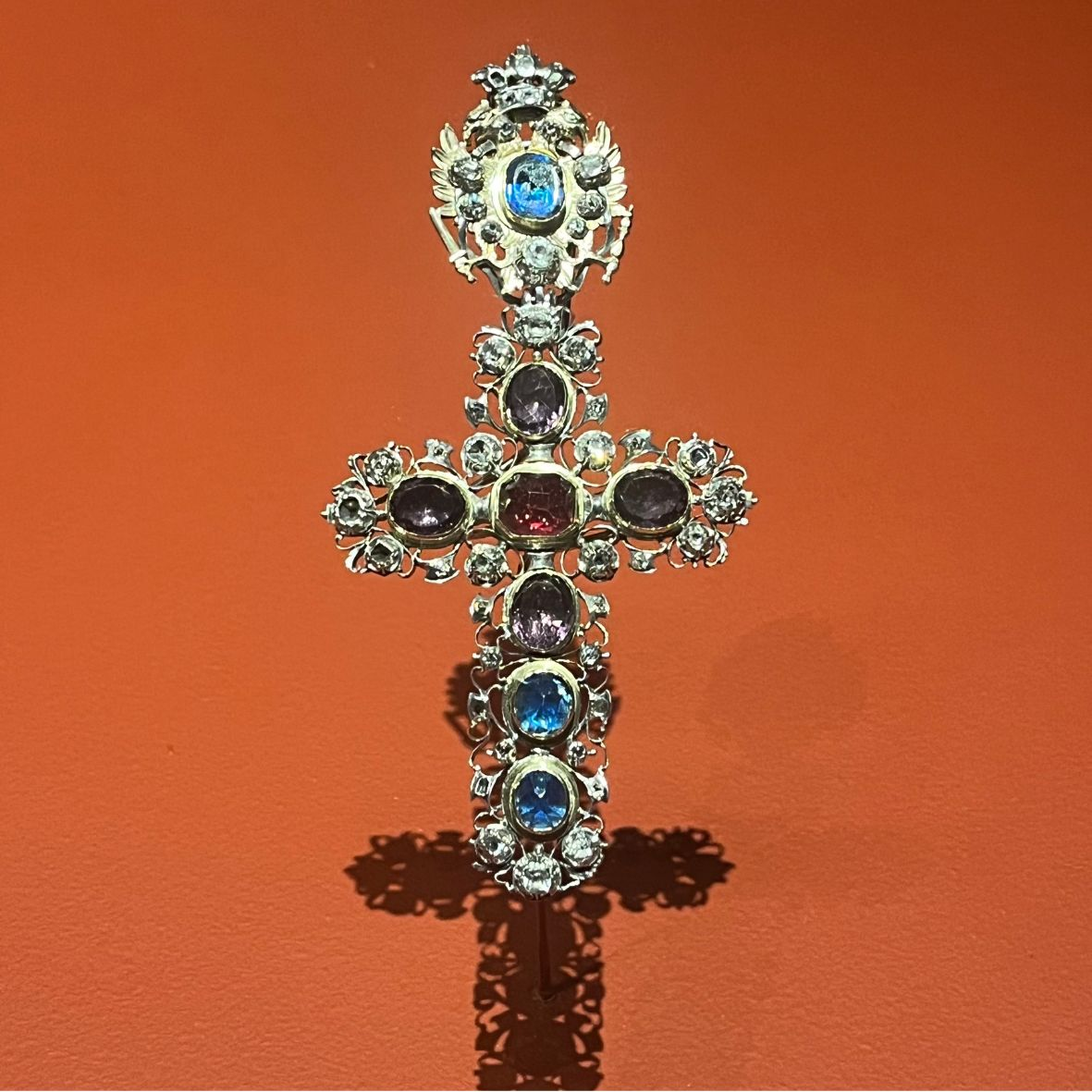
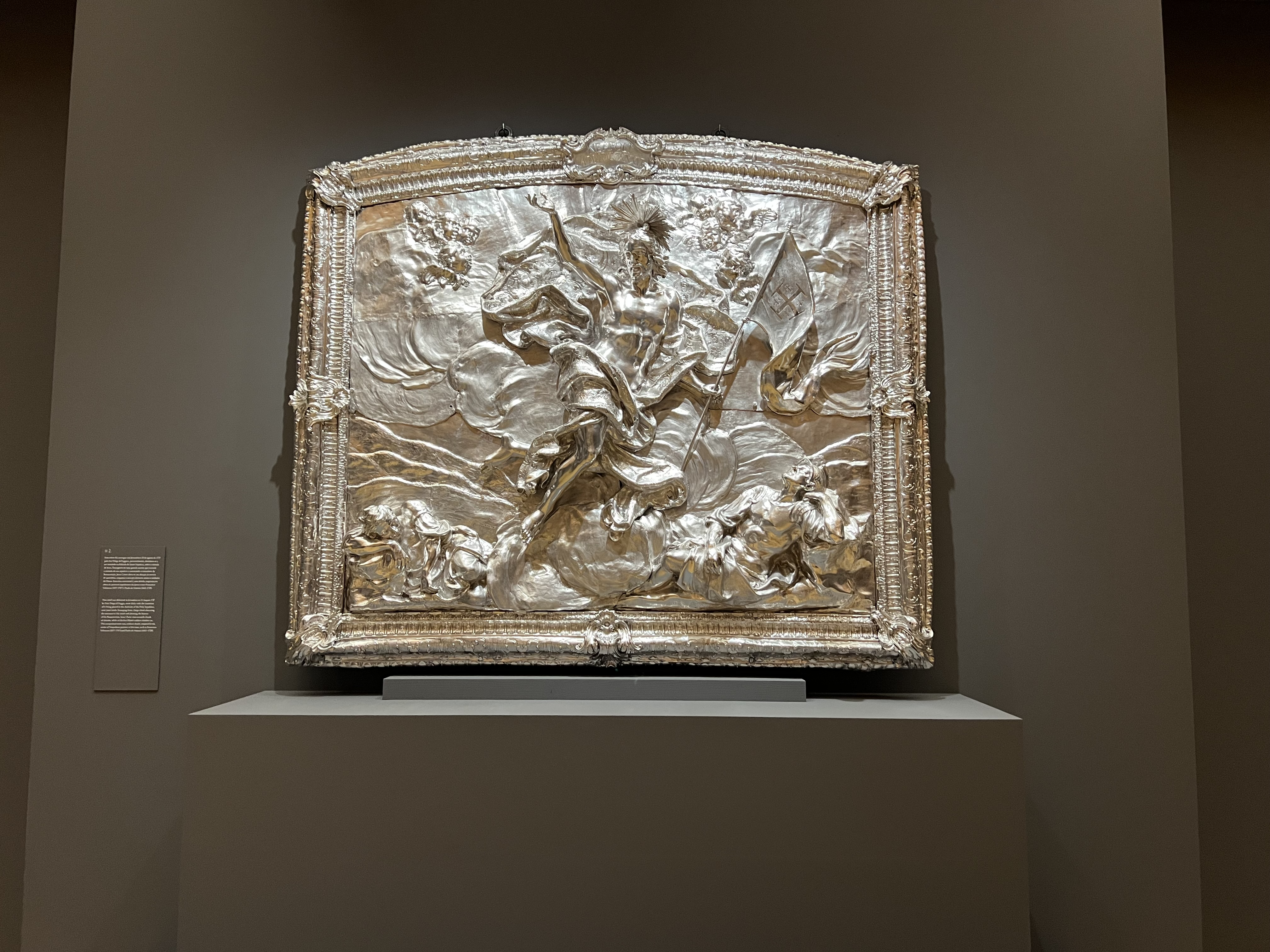
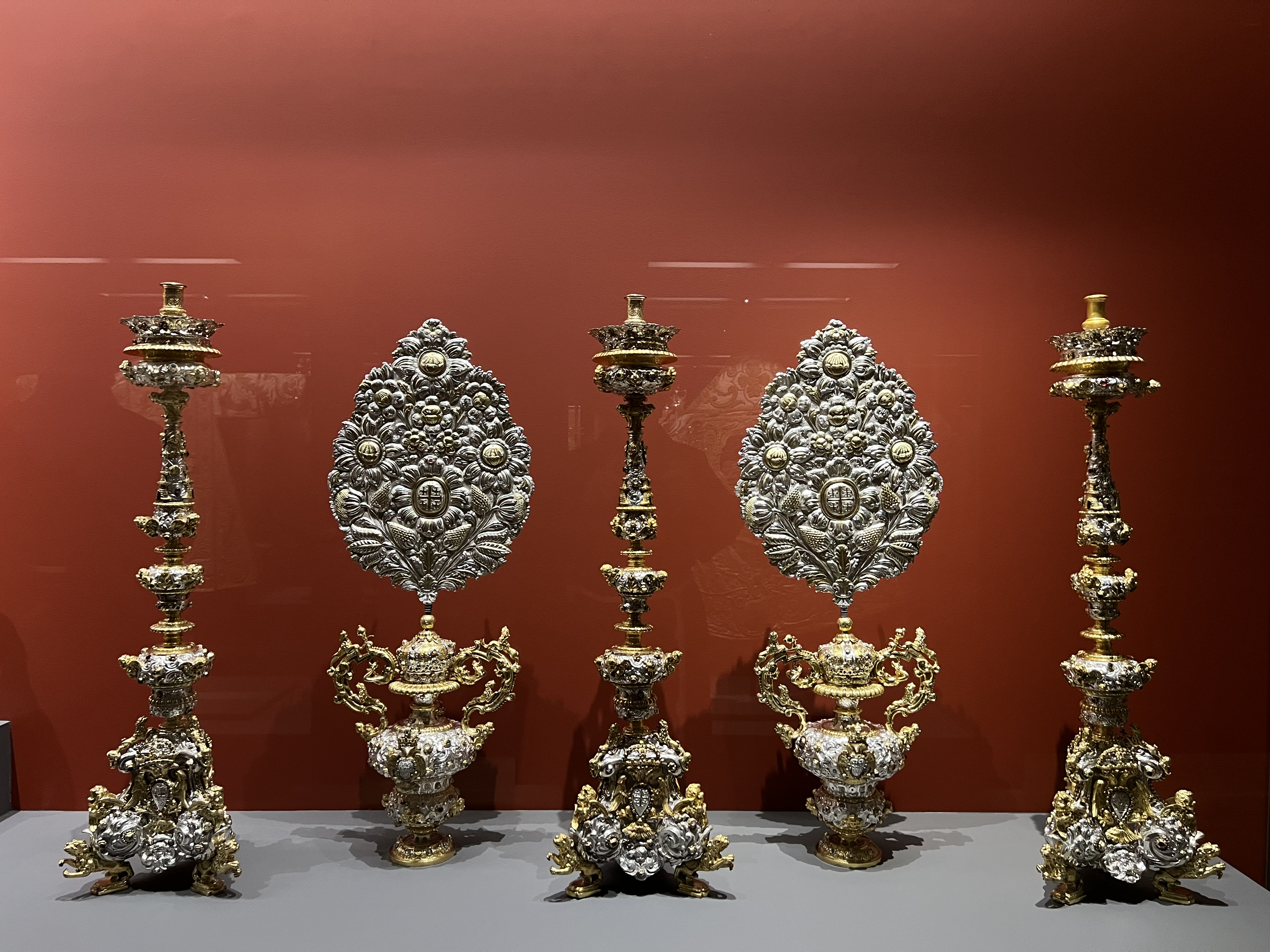
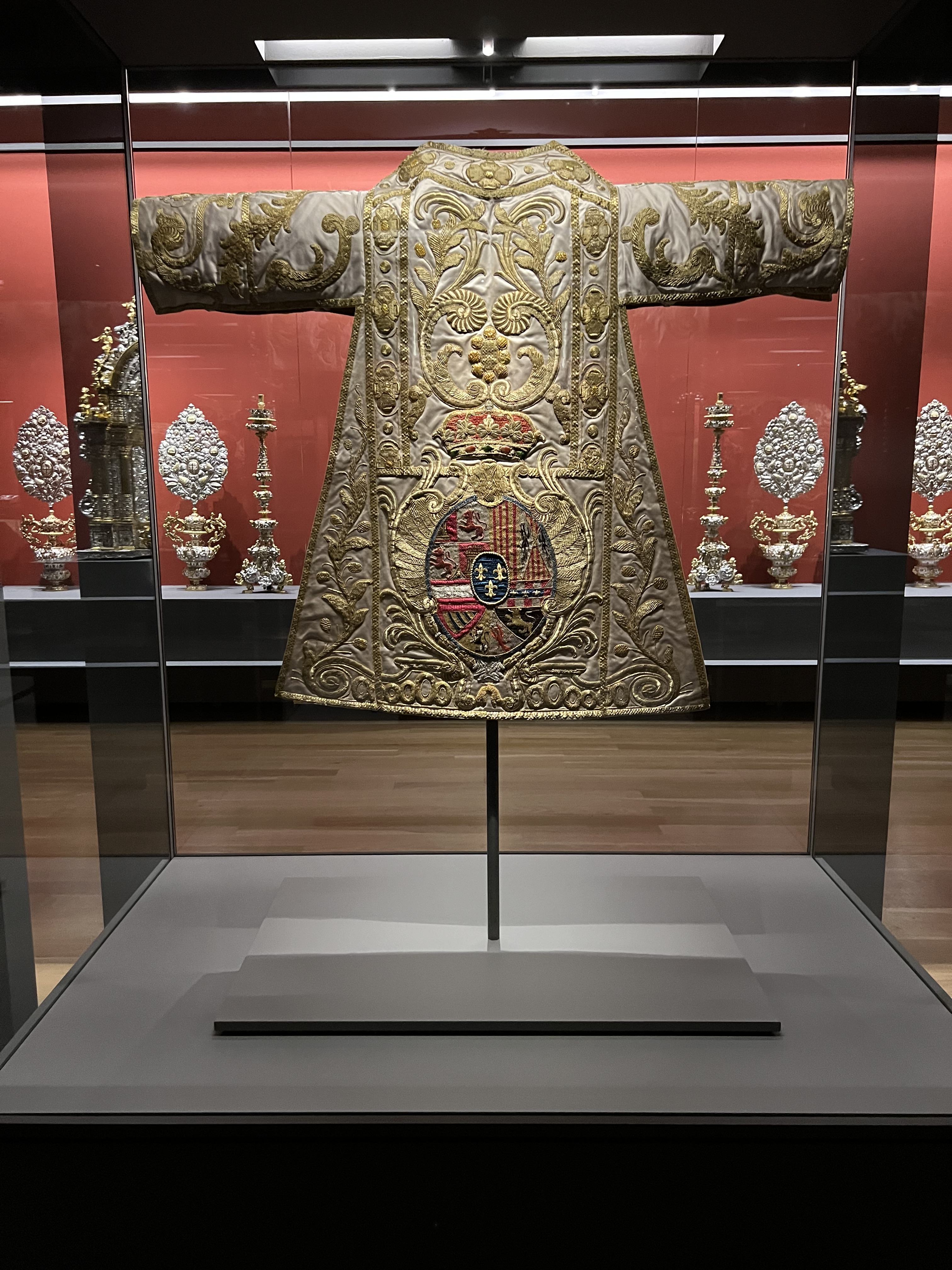

## Esposizioni Selezionate con Collezioni Museali
- 1925: Esposizione Missionaria Vaticana, Città del Vaticano, Roma[22]
- 1992: Genova nell'Età Barocca, Galleria Nazionale di Palazzo Spinola, Genova, Italia
- 1995: Die Reise nach Jerusalem, Comunità Ebraica di Berlino, Berlino, Germania[23]
- 1997: The Glory of Byzantium, Metropolitan Museum of Art, New York, Stati Uniti[24]
- 1997: Voir Jérusalem, Pèlerins, Conquérants, Voyageurs, Inalco, Parigi, Francia[25]
- 1999: Knights of the Holy Land - The Crusader Kingdom of Jerusalem, Museo d'Israele, Gerusalemme[26]
- 2000: In Terrasanta. Dalla Crociata alla Custodia dei Luoghi Santi, Palazzo Reale, Milano, Italia[27]
- 2003: Il Medioevo europeo di Jacques Le Goff, Galleria Nazionale, Parma, Italia[28]
- 2005: Made In Belgium, Bruxelles, Belgio[29]
- 2006: L'uomo del Rinascimento. Leon Battista Alberti e le Arti a Firenze tra Ragione e Bellezza, Palazzo Strozzi, Firenze, Italia
- 2007: Dead Sea Scrolls & Birth of Christianity, Seoul, Corea del Sud[30]
- 2010: Une chapelle pour le roi, Château de Versailles, Versailles, Francia[31]
- 2013: Trésor du Saint Sépulcre, Château de Versailles, Versailles, Francia[32]
- 2014: Barocco dal Santo Sepolcro, Galleria Canesso, Lugano, Svizzera[33]
- 2015: Hong Kong (Hadavar Yeshiva), Hadavar Yeshiva (for the Nations), Nuovi Territori, Hong Kong
- 2015: L'arte di Francesco, Galleria dell'Accademia, Firenze, Italia[34]
- 2016: Arte sacra contemporanea, Montevarchi, Italia[35]
- 2016: Jerusalem 1000–1400. Every people under heaven, Metropolitan Museum of Art, New York, Stati Uniti[36]
- 2017: Chrétiens d’Orient, 2000 ans d’histoire, Institut du Monde Arabe, Parigi, Francia[37]
- 2017: Souffle sur la création, Chiesa di Saint Germain l'Auxerrois, Parigi, Francia[38]
- 2019: The Radziwills. History and legacy of the princes, Museo Nazionale, Vilnius, Lituania[39]
- 2023: Treasures from Kings: Masterpieces from the Terra Sancta Museum, Museu Calouste Gulbenkian, Lisbona, Portogallo[40]
- 2024: Tesouros de Xerusalén en Santiago. Doazóns reais á Custodia franciscana de Terra Santa, Fundación Cidade da Cultura de Galicia, Santiago di Compostela, Spagna[41]
- 2024: Il Tesoro Di Terrasanta. La bellezza del Sacro: l'Altare dei Medici e i doni dei Re, Museo Marino Marini, Firenze, Italia[42]